# Guerra Ingriana
A Guerra Ingriana (sueco: Ingermanländska kriget ) entre a Suécia e Rússia, que durou de 1610 a 1617. Ela pode ser vista como parte dos Tempo de Dificuldades da Rússia e é principalmente lembrada pela tentativa de colocar um duque sueco no trono Russo. Terminou com um grande ganho territorial sueco (incluindo a Íngria) no Tratado de Stolbovo, que estabeleceu uma base importante para a Idade de Grandeza da Suécia.

## Prelúdio
Durante a época de dificuldades da Rússia, Vasily IV da Rússia foi sitiado em Moscou pelos partidários do segundo False Dmitry. Levado ao desespero pela intervenção polonesa em andamento, ele fez uma aliança com Carlos IX da Suécia, que também estava em guerra contra a Polônia. O czar prometeu ceder a Fortaleza Korela para a Suécia em recompensa pelo apoio militar contra o False Dmitry II e os poloneses. O comandante sueco Jacob de la Gardie juntou suas forças com o comandante russo Mikhail Skopin-Shuisky e marchou de Novgorod para Moscou para aliviar o czar.
O envolvimento da Suécia nos assuntos russos deu ao rei Sigismundo III Vasa da Polônia um pretexto para declarar guerra à Rússia. Os poloneses enfrentaram as forças russas-suecas combinadas na Batalha de Klushino e destruíram a maior parte das forças russas. Os mercenários suecos que participavam da Campanha De la Gardie (julho de 1610) se renderam. A batalha teve graves consequências para a Rússia, pois o czar foi deposto por boiardos e os poloneses ocuparam o Kremlin de Moscou.

## Guerra
Em 1611, um corpo expedicionário sueco comandado por Jacob De la Gardie capturou Novgorod. Os novgorodianos pediram ao rei sueco que instalasse um de seus filhos (Carl Filip ou Gustavus Adolphus) como seu monarca.
Nesse ínterim, Gustavus Adolphus assumiu o trono sueco. O jovem rei decidiu pressionar a reivindicação de seu irmão ao trono russo, mesmo depois que os poloneses foram expulsos de Moscou por um levante patriótico em 1612 e Mikhail Romanov foi eleito o novo czar. Ele foi o primeiro czar da Casa de Romanov.
Enquanto os estadistas suecos previam a criação de um domínio trans-báltico estendendo-se para o norte até Archangelsk e para o leste até Vologda, De la Gardie e outros soldados suecos, ainda mantendo Novgorod e Íngria, viram a guerra como uma reação por suas forças não receberem o pagamento por seus socorro durante a campanha De la Gardie.
Em 1613, eles avançaram em direção a Tikhvin e sitiaram a cidade, mas foram repelidos. A contra-ofensiva russa não conseguiu recuperar Novgorod, no entanto. O czar russo se recusou a enviar suas tropas para a batalha, e a guerra durou até 1614, quando os suecos capturaram Gdov.
No ano seguinte, eles sitiaram Pskov, mas os generais russos Morozov e Buturlin se mantiveram firmes até 27 de fevereiro de 1617 quando o Tratado de Stolbovo privou a Rússia de seu acesso ao Mar Báltico e concedeu à Suécia a província de Íngria com o municípios de Ivangorod, Jama, Koporye e Noteborg. Novgorod e Gdov seriam devolvidos à Rússia.
Como resultado da guerra, a Rússia teve o acesso ao mar Báltico negado por cerca de um século, apesar de seus esforços persistentes para reverter a situação. Isso levou ao aumento da importância de Arkhangelsk para suas conexões comerciais com a Europa Ocidental.

#### Citações
1. ↑  A história de Cambridge da Rússia . Perrie, Maureen, 1946-, Lieven, DCB, Suny, Ronald Grigor. Cambridge: Cambridge University Press. 2006. ISBN 9780521812276. OCLC  77011698
2. ↑  «Nina Ringbom. "Ingermanländska kriget" . historiesajten.se»
3. 1 2  Željko., Fajfrić (2008). Ruski Carevi (1. ed. Izd). Sremska Mitrovica: Tabernakl. ISBN 9788685269172. OCLC  620935678 .
4. ↑  Velikai︠a︡ russkai︠a︡ smuta: prichiny vozniknovenii︠a︡ i vykhod iz gosudarstvennogo krizisa v XVI-XVII vv . Strizhova, IM, Стрижова, И. М. Moskva: Dar. 2007. ISBN 9785485001230. OCLC  230750976 .